# Хо-Ро
15-см самоходное орудие Тип 4 (яп. 四式十五糎自走砲), «Хо-Ро» (яп. ホロ — букв. «артиллерийский второй») — японская самоходная артиллерийская установка времён Второй мировой войны, выпускавшаяся в 1940—1942 годах на базе среднего танка «Чи-Ха».
«Хо-Ро» была разработана в 1939 году, на основе полевой 150-мм гаубицы Тип 38 образца 1905 года, с поршневым затвором. Вес осколочно-фугасного снаряда составлял 35 кг, начальная скорость — 420 м/с, скорострельность — 5 выстр./мин, максимальная дальность стрельбы — 15 000 м. Однако при угле возвышения до 30 градусов «Хо-Ро» вела огонь на дальности до 5970 м. В отличие от «Хо-Ни», наклонный лобовой лист рубки был также верхним лобовым листом корпуса. Механик-водитель имел смотровую щель в нижней части листа, расчёт орудия — смотровые люки с откидными крышками в лобовом и бортовых листах рубки. На крыше моторного отделения крепился снарядный ящик, а на особой стойке-вертлюге мог устанавливаться зенитный пулемёт. Всего было построено 12 «Хо-Ро». Они применялись, в частности, при механизированном артиллерийском полку 2 танковой дивизии в боях на острове Лусон, а также в битве за Окинаву, где последние самоходки были уничтожены. Две повреждённых «Хо-Ро» достались США  в качестве трофеев на Филиппинах, но были пущены на металлолом во время Корейской войны.
Единственный уцелевший экземпляр выставляется в Музее американского наследия в Стоу, Массачусетс.